# Andreas Schulz (Lichtdesigner)
Andreas Schulz (* 18. Juli 1959) ist ein deutscher Ingenieur, Lichtdesigner, Unternehmer und Professor für Lighting Design. Er ist Gründer und Geschäftsführer des Lichtplanungsbüros (Licht Kunst Licht AG Bonn/Berlin) und einer der führenden Lichtplaner auf nationaler wie auch internationaler Ebene.

## Leben
Schulz studierte von 1983 bis 1989 Elektrotechnik in Köln und schloss das Studium als Diplom-Ingenieur ab. Im Anschluss an sein Studium arbeitete er im Bereich der Filmbeleuchtung beim WDR in Köln und nahm von 1989 bis 1991 das postgraduale Studium in den Bereichen Licht und Lichtdesign am Technologischen Institut Ilmenau auf. Während dieses Studiums arbeitete er als Projektleiter in dem Kölner Lichtplanungsbüro Licht Design. 1991 gründete Schulz das Lichtplanungsbüro Licht Kunst Licht zeitgleich an den beiden Standorten Berlin und Bonn. Seitdem hat er mit seinem interdisziplinären Planungsteam aus Lighting Designern, Architekten, Innenarchitekten, Produktdesignern und Elektroingenieuren an über 800 Projekten im In- und Ausland mitgewirkt. Das Arbeitsfeld umfasst unterschiedlichste Bauvorhaben (Museen, Büro- und Verwaltungsgebäude, staatliche Projekte, Kulturbauten, Hotel und Gastronomie, Retail sowie Medienfassaden, Lichtkunst und Masterpläne).

## Öffentliche Arbeit
Seit 2007 berät Schulz staatliche Institutionen und Behörden bei Licht- und Energiethemen und ist seit 2008 Mitglied im Lichtbeirat der Stadt Berlin als Berater der Senatsbaudirektorin Regula Lüscher und Mitverfasser des „Berliner Lichtkonzepts“. Seit 2010 engagiert er sich im Board of Directors der IALD (International Association of Lighting Designers) und ist seit 2015 Chair des IALD Europe Steering Committees.

## Lehrtätigkeit
Von 2001 bis 2002 übernahm er eine Gastprofessur für Lichtdesign an der Fachhochschule Düsseldorf und ist als Gründungsprofessor für Lichtdesign (Fakultät für Gestaltung) seit 2002 an der Hochschule für Angewandte Wissenschaft und Kunst (HAWK) in Hildesheim tätig.

## Planungen/Werke (Auswahl)
- HSBC Casino, Düsseldorf (ttsp hwp seidel Planungsgesellschaft mbH, Frankfurt am Main), 2017
- Deutsches Elfenbeinmuseum, Erbach (Sichau & Walter Architekten BDA, Fulda), 2016
- Landtag Baden-Württemberg, Stuttgart (Staab Architekten GmbH, Berlin), 2016
- KaDeWe Masterplanung, Berlin (Rem Koolhaas, The Office for Metropolitan Architecture, Rotterdam / Heine Projekt GmbH, Hamburg), 2016
- KaDeWe Women’s Designer Department, Berlin (India Mahdavi, Paris / Heine Projekt GmbH, Hamburg), 2016
- KaDeWe Men’s Shoes & Accessories Department, Berlin (Storage Associati, Mailand / Heine Projekt GmbH, Hamburg), 2016
- Oberpollinger „The Storey“, München (AAS Gonzalez Haase, Berlin), 2016
- Alsterhaus, Hamburg (Kleihues+Kleihues Gesellschaft von Architekten mbH, Dülmen-Rorup / Found Associates, London / Heine Projekt GmbH, Hamburg), 2016
- Umfeld Fernsehturm Alexanderplatz und Marienkirche, Berlin (Levin Monsigny Landschaftsarchitekten, Berlin), 2016
- Spa Abadia Retuerta LeDomaine, Sardón de Duero, Spanien (Diener & Diener Architekten, Basel), 2015
- Giesshalle Sayner Hütte, Bendorf (Abteilung Bauen und Umwelt, Stadtverwaltung Bendorf), 2015
- Kunstmuseum Ahrenshoop, Ahrenshoop (Staab Architekten GmbH, Berlin), 2013
- Städelsches Kunstinstitut und Städtische Galerie, Frankfurt am Main (schneider+schumacher Planungsgesellschaft mbh, Frankfurt am Main), 2013
- ThyssenKrupp Quartier, Essen (JSWD Architekten GmbH & Co. KG, Köln / Atelier d’architecture Chaix & Morel et associés, Paris), 2010
- Telekombrücke, Bonn (Schlaich Bergermann und Partner, Stuttgart), 2010
- Shin-Marunouchi Building, Tokio (Hopkins Architects, London mit Mitsubishi Jisho Sekkei, Tokio), 2007
- Jahrhunderthalle, Bochum (Petzinka Pink, Technologische Architektur, Düsseldorf), 2003
- Bundeskanzleramt, Berlin (Axel Schultes Architekten, Berlin), 2001

## Auszeichnungen (Auswahl)
Licht Kunst Licht AG
- 2018 – LUX Designer Awards: Best Lighting Design Consultancy – Germany
- 2015 – Der Deutsche Lichtdesign-Preis: Lichtdesigner des Jahres
- 2011 – Der Deutsche Lichtdesign-Preis: Lichtdesigner des Jahres

Deutsches Elfenbeinmuseum, Erbach
- 2017 – Light & Architecture Design Awards: Commendable Achievement – Exhibition Lighting & Temporary Installations
- 2017 – darc awards / architectural: Winner Places – Best Interior Lighting Scheme – Low Budget
- 2017 – Codega International Lighting Design Prize: Lighting Design Special Mention

Landtag Baden-Württemberg, Stuttgart
- 2017 – IES Illumination Awards, Illuminating Engineering Society of North America: Award of Merit
- 2017 – Codega International Lighting Design Prize: Lighting Design Special Mention

Umfeld Fernsehturm Alexanderplatz, Berlin
- 2017 – Der Deutsche Lichtdesign-Preis: Preisträger Außenbeleuchtung

Giesshalle Sayner Hütte, Bendorf
- 2017 – Codega International Lighting Design Prize: Lighting Design Special Mention
- 2016 – Light Middle East Awards: Winner International Project of the Year

Kunstmuseum Ahrenshoop
- 2016 – German Design Award, Rat für Formgebung: Winner Interior Architecture
- 2015 – Der Deutsche Lichtdesign-Preis: Preisträger Jurypreis Tageslicht
- 2015 – IALD International Lighting Design Awards, International Association of Lighting Designers: Award of Merit

Drachenfelsplateau, Königswinter
- 2015 – Der Deutsche Lichtdesign-Preis: Preisträger Hotel und Gastronomie

Telekom-Brücke, Bonn
- 2011 – IALD International Lighting Design Awards, International Association of Lighting Designers: Award of Excellence

ThyssenKrupp Quartier, Essen
- 2012 – Der Deutsche Lichtdesign-Preis: Preisträger Öffentliche Bereiche – Straßenbeleuchtung

Zollverein Park, Zeche Zollverein, Essen
- 2008 – GE Edison Awards: Award of Merit

Uniqua Tower, Wien
- 2007 – IALD International Lighting Design Awards, International Association of Lighting Designers: Award of Excellence

Berlin Marriott Hotel, Berlin
- 2005 – IIDA International Illumination Design Awards, Illuminating Engineering Society of North America: Award of Merit: Awards Special Citation

## Publikationen
Werkbericht 2016 – Licht Kunst Licht 4. av edition GmbH, 2016, ISBN 978-3-89986-249-2
Werkbericht 2010 – Licht Kunst Licht 3. av edition GmbH, 2010, ISBN 978-3-89986-137-2
Werkbericht 2007 – Licht Kunst Licht 2. av edition GmbH, 2007, ISBN 978-3-89986-057-3
Werkbericht 2005 – Licht Kunst Licht 1. av edition GmbH, 2005, ISBN 3-89986-051-9